# Our Lady of Guadaloupe Church
L'Our Lady of Guadaloupe Church est une église américaine située à Flagstaff, dans le comté de Coconino, en Arizona. Elle est inscrite au Registre national des lieux historiques depuis le 30 avril 1986.